# Berättelse (juridik)
Berättelse var i 1734 års lag ett åläggande för den föredragande i tvistemål vid hovrätterna och högsta domstolen att upprätta en skriftlig berättelse över tvisten för granskning och godkännande av parterna. Sedan berättelsen nedsjunkit till en tom formalitet, avskaffades den 1901.
Enligt 1866 års riksdagsordning skulle kungen i samband med riksdagens högtidliga öppnande överlämna en berättelse om vad som i rikets styrelse tilldragit sig sedan senaste riksdag. Likaledes skulle justitieombudsmannen, militieombudsmannen, riksdagens fullmäktige och Riksdagens revisorer enligt 1809 års regeringsform överlämna berättelser över fullgörandet av sina uppdrag.